# Sonata per a flauta en mi menor (HWV 379)
La Sonata per a flauta en mi menor (HWV 379) fou composta l'any 1727 o 1728 per Georg Friedrich Händel. Està escrita per a flauta i teclat (clavicèmbal). L'obra també es coneix com a Opus 1 núm. 1a, i fou publicada molts anys després de la mort de Händel, el 1879, per Chrysander. Altres catàlegs de música de Händel la referencien com a HG xxvii,2; i HHA iv/3,2.
Aquesta obra és l'única sonata que sobreviu com una sonata per a flauta que ens arribat a partir d'un manuscrit de Händel.
De les dues sonates que es van publicar en l'edició de Chrysander com a Opus 1 Sonata I, aquesta (Sonata Ia) no apareix en l'edició de Walsh. Per això, tot i que l'autenticitat és clara), aquesta sonata, estrictament, no forma part de l' "Opus 1" de Händel. Les sonates Ia i Ib de l'edició de Chrysander tenen en comú el primer i quart moviments.
Una interpretació típica dura aproximadament 13 minuts.

## Moviments
La sonata consta de cinc moviments:
| Núm. | Tipus     | Tonalitat | Mètrica | Compassos | Notes |
| ---- | --------- | --------- | ------- | --------- | --- |
| 1    | Larghetto | Mi menor  | 4/4     | 21        | Te material amb comú amb el primer moviment de la Sonata per a flauta en mi menor (HWV 359b). Acaba amb un breu adagio. |
| 2    | Andante   | Mi menor  | 3/4     | 60        | Té dues seccions (30 i 30 compassos), cadascuna amb signes de repetició. Comença de la mateixa manera que la "Halle sonata núm. 2". |
| 3    | Largo     | Sol major | 4/4     | 21        | El començament és conegut perquè anys més tard Händel l'incorporà a la Sonata per a violí en re major (HWV 371). Els compassos inicials també apareixen en l'adagio (primer moviment) de la Sonata per a flauta en re major (HWV 378). Acaba en un acord de si major. |
| 4    | Allegro   | Mi menor  | 3/8     | 75        | Té dues seccions (31 i 44 compassos), cadascuna amb signes de repetició. És com un passepied. Té material en comú amb el quart moviment de la Sonata per a flauta en mi menor (HWV 359b).                                                                             |
| 5    | Presto    | Mi menor  | 4/4     | 33        | Té dues seccions (13 i 20 compassos), cadascuna amb signes de repetició. Apareix un tema favorit de Händel. |

(Els moviments no contenen signes de repetició llevat que s'indiqui. El nombre de compassos està agafat de l'edició de Chrysander, i és el nombre que apareix en el manuscrit, sense incloure signes de repetició)